# كايتانو هيريديا
كايتانو هيريديا (بالإسبانية: Cayetano Heredia)‏ هو أستاذ جامعي وطبيب بيروفي، ولد في 4 أغسطس 1797 في بيورا في بيرو، وتوفي في 10 يونيو 1861 في ليما في بيرو.